# Double Life (PlayStation-reklám)
A Double Life televízióreklám, melyet a Sony Europe jelentetett meg 1999-ben. A 60 másodperces reklám, melyet James Sinclair reklámszövegíró, Ed Morris művészeti vezető és Trevor Beattie kreatív igazgató alkotott meg, 19 PlayStation-játékost mutat be, amint azok elmesélik PlayStatinös játékélményeiket. A Double Life az 1999/2000-es év egyik legelismertebb reklámja lett és kultuszstátusz ért el.

## Tartalma
A reklám egy brit akcentusú öltönyös fiatal férfivel nyit, amint az egy forgalmas utcán sétál. A férfi a reklámot az „Évekig kettős életet éltem. Nappal a munkámat végzem – felülök a buszra és feltűröm az ingujjamat, mint sokan mások.” (For years, I've lived a double life. In the day, I do my job – I ride the bus, roll up my sleeves with the hoi-polloi.) mondattal nyitja meg, amely után számos egyéb szereplő is feltűnik. Ezek között van ugyanaz a férfi egy nővel az ágyán („De éjszaka a jókedv,” But at night, I live a life of exhilaration,), egy ázsiai származású nő („a kimaradt szívverések és adrenalin életét élem.” of missed heartbeats and adrenalin.), egy középkorú férfi egy bőrkanapén („És, ha az igazság” And, if the truth be known) és egy tizenéves lány, aki leül mellé („az élet kétes erényeként lenne ismert” a life of dubious virtue.), egy férfi egy autó mellett („[Akkor hát] Nem tagadom,” I won't deny -), majd ismét ő egy maszkban („hogy részt vettem az erőszakban, sőt behódoltam neki.” I've been engaged in violence, even indulged in it.), egy felső nélküli fiatal fiú egy gördeszkapályán („Megcsonkoltam és megöltem ellenfeleimet, és nem csupán önvédelemből.” I've maimed and killed adversaries, and not merely in self-defence.), egy férfi egy fürdőkádban („Az élet,” I've exhibited disregard for life,), egy fekete bőrű férfi egy kerekesszékben („a végtag”, limb), ismét a fürdőkádas férfi („és a tulajdon figyelmen kívül hagyására utaló jeleket mutattam,”, and property,), egy „couch potato” („és kiélveztem minden pillanatát.” and savoured every moment.), egy fűzőbe öltözött mély hangú férfi („Ugyan lehet, hogy nem hinnéd rólam,” You may not think it, to look of me), egy borotvált fejű nő („de hadseregeket vezényeltem” but I have commanded armies,), egy óvodáskorú gyermek („és világokat hódítottam meg.” and conquered worlds.), egy napszemüveget és az arcát eltakaró sálat viselő kerékpáros („És ugyan ezen dolgok eléréséhez” And though in achieving these things), egy idősebb férfi hosszú ősz hajjal („félretettem az erkölcseimet” I've set morality aside,), egy fiatalabb nő egy síró babával a karjaiban („– nem bántam meg.” I have no regrets.), ismét a fekete bőrű férfi a kerekesszékével pörögve („Ugyan kettős életet éltem, de legalább azt elmondhatom” For though I've led a double life, at least I can say) és végezetül az első férfi közelebbről („– éltem.” - I have lived.), mielőtt feljönne egy fekete képernyő a „Ne becsüld alá a PlayStation erejét” (Do not underestimate the power of PlayStation) felirattal.

## Fogadtatása
A reklám annak ellenére, hogy elsősorban európai promóciónak szánták világszerte ismert lett, és számos amerikai és ázsiai kritikus is dicsérő szavakkal illette. Scott Steinberg, a Videogame Marketing and PR című könyv szerzője és a Embassy Multimedia Consultants tanácsadó cég alapítója 2008-ban a következőt nyilatkozta a reklámról:
Egyszerűen zseniális, nem kevesebb… Ez a promóciós videó a forgatókönyv puszta kaliberétől az általános szereplőválogatásig, a párbeszédekig, a kameramunkáig és a színek és ábrák feltűnő használatig, mind úgy vezényli a közönség figyelmét, ahogy azt csak nagyon kevés videojátékos reklám volt képes korábban. Hatásköre hatalmas, azonban mégis elegánsan ragadja meg minden ember vágyát a hétköznapi élet határainak meghaladására, ez a darab, mind a mai napig, ikonikus maradt… és akkor még meg sem említettem, ahogy a PlayStation-családban rejlő hatáskört és értéket kifejezte. Amikor először nézed meg szinte lehetetlen levenni a szemeid a képernyőről, még annak ellenére is, hogy a félmeztelen férfiak és a közeli jelenetek száma kissé aránytalan… és zavaró. Mégis, nagy valószínűséggel ez az első és igazi példája a modern „húzó” kontra „toló” marketingnek mozgásban: Függetlenül attól, hogy tudod-e értékelni a szövegkönyv mélységét vagy csak egyszerűen a reklám furcsa humorát részesíted előnyben – de most komolyan, az egy igazi baba vagy egy öngyilkos hajlamú Cabbage Patch-baba? – lehetetlen, hogy elfelejtsd.

## Hatása
A Double Life-ot több, mint félmilliószor tekintették meg a YouTube-on és a Joystiq.com „10 legjobb PlayStation-reklám” listáján is az első helyen végzett. A Double Life-ot 2007. május 11-én bevezették Clio Hírességek Csarnokába. Az IGN podcastjait gyakran a kampány első pár sorával („Évekig kettős életet éltem.” For years, I've lived a double life.) nyitották meg. A Guinness rekordok könyve: Játékos kiadásában szerepel egy képernyőkép a reklámból.